# Miomoptera
Los miomópteros o paleomanteidos (Miomoptera o Palaeomanteida) son un orden extinto de insectos que se consideran los antepasados de todos los insectos Endopterygota; pero se los mantiene en un orden separado porque no se conoce una transición gradual entre Miomoptera y otros órdenes de insectos Endopterygota (holometábolos).
Eran insectos pequeños con piezas bucales masticadoras no especializadas y con cercos abdominales cortos. Tenían dos pares de alas de igual tamaño, con venación relativamente simple, similar a la de los holometábolos primitivos vivientes, como los neurópteros.
La morfología del adulto sugiere que poblaban hábitats abiertos. La morfología y el contenido de su aparato digestivo muestran que se alimentaban del polen del estróbilo de las gimnospermas. Basándose en la morfología del ovipositor, se ha deducido que las larvas también se alimentaban del polen de los estróbilos, moviéndose entre las escamas de un microsporangio a otro.

## Familias y géneros
- Metropatoridae
  - Metropator
- Archaemiopteridae
  - Archaemioptera
  - Eodelopterum
  - Saaromioptera
  - Tychtodelopterum
- Palaeomanteidae
  - Palaeomantis
  - Delopterum
  - Miomatoneura
  - Miomatoneurella
  - Permodelopterum
  - Perunopterum
- Permosialidae Martynov, 1928
  - Permonka Riek, 1973
  - Sarbalopterodes Storozhenko, 1991
  - Permosialis Martynov, 1928

Referencia: